# Sikošek
Sikošek je priimek več znanih Slovencev:
- Andrej Sikošek, kolesar
- Boris Sikošek (1922 – 2004), geolog, seizmotektonik v Beogradu
- Darinka Sikošek (*1948), kemičarka, pedagoginja
- Ervin Sikošek, rock-pevec
- Gregor Sikošek, kolesar
- Gregor Sikošek (*1994), nogometaš
- Klemen Sikošek (*1974), rokometaš
- Makso Sikošek (1892 – 1965),  filatelist
- Rajko Sikošek, dirigent, zborovodja
- Stanislav Sikošek, diplomat